# Брейдон Коберн
Брейдон Коберн (англ. Braydon Coburn; 27 лютого 1985, м. Шонавон, Канада) — канадський хокеїст, захисник. Виступає за «Тампа-Бей Лайтнінг» у Національній хокейній лізі.
Вихованець хокейної школи «Шонавон Беджерс». Виступав за «Портленд Вінтергокс» (ЗХЛ), «Чикаго Вулвс» (АХЛ), «Атланта Трешерс», «Філадельфія Флайєрс».
В чемпіонатах НХЛ — 618 матчів (37+131), у турнірах Кубка Стенлі — 92 матчі (3+23).
У складі національної збірної Канади учасник чемпіонатів світу 2009 і 2014 (13 матчів, 0+1). У складі молодіжної збірної Канади учасник чемпіонатів світу 2004 і 2005. У складі юніорської збірної Канади учасник чемпіонату світу 2003.
Досягнення
- Срібний призер чемпіонату світу (2009)
- Переможець молодіжного чемпіонату світу (2005), срібний призер (2004)
- Переможець юніорського чемпіонату світу (2003)

Нагороди
- Трофей Джима Пігготта (2002) — новачок року ЗХЛ
- Володар Кубка Стенлі (2020)